# 大坂相撲
大坂相撲（おおさかずもう、大阪相撲）は、江戸時代から大正の末まで存在した相撲の興行組織。

## 歴史

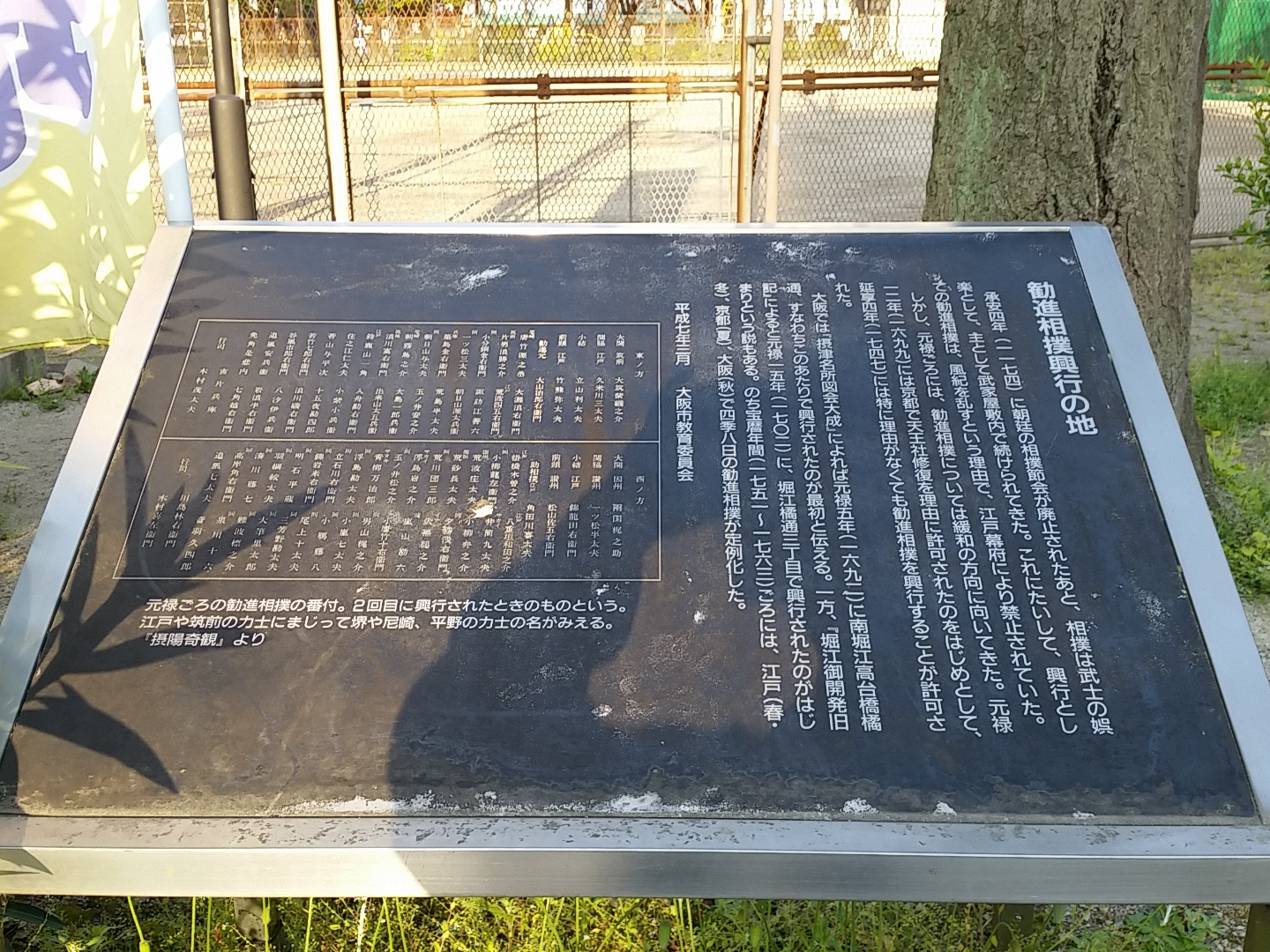
大阪市西区の南堀江公園内にある「勧進相撲興行の地」記念碑

### 江戸時代
江戸時代初期の相撲興行は、観客同士の暴力沙汰が絶えないことから禁止状態が続き、当初は寺社への寄進名目の勧進相撲しか許可されなかった。寺社への寄進を目的としない、いわゆる興行的な勧進相撲は大坂・堀江で1702年（元禄15年）に解禁され、これ以降、力士らが勧進元となって全国の力士を大坂へ招いて行うようになった。
公の許可で相撲興行が行えることと、大坂商人の後援を背景に、大坂相撲は18世紀後半までは江戸相撲（のちの東京相撲）を凌ぐ隆盛を誇った。しかし、寛政年間に江戸相撲が谷風梶之助、雷電爲右エ門らの活躍で盛り返すと、参勤交代制度で江戸詰めを強いられる諸大名が抱え力士を江戸相撲に出場させることを好む様になり、徐々に相撲の本場の座を江戸に奪われることになった。
東京と大坂の往来はかなり自由で、例えば谷風の好敵手で実質最初の横綱に昇進した小野川喜三郎も、当初は大坂相撲で本場所を務めている。そのためか当初は力量の差は東西でさほどでもなかったが、やがて有力力士の流出によって、幕末の頃には江戸相撲に大きく水をあけられる形になった。
1863年（文久3年）6月3日 (旧暦)に大坂北新地で発生した、壬生浪士組（後の新選組）と死傷事件を起こしたのは大坂相撲で、中頭の熊川熊次郎（肥後国出身）が死亡、他に多数の負傷者を出したが後に和解し、手打ちとして京都での相撲興行では壬生浪士組と親しい京都相撲、大坂相撲が共同で行われた。

### 明治時代
明治時代に入り、「大阪相撲協会」が誕生した。この頃には、大坂相撲で大関だった梅ヶ谷藤太郎が東京相撲へ移籍した際、東京での番付が本中に据え置かれるなど、東西の格差は広がっていた。ただしこの梅ヶ谷のケースは例外で、一般的には東京・大坂の移籍については実力相応の番付に付け出されることが普通である。また、東京相撲の横綱・常陸山谷右エ門は、1896年（明治29年）に名古屋相撲から大阪相撲へ移籍した後、広島相撲を経て東京相撲へ復帰するなど、移籍を繰り返している。このように東京から大阪に移った者としては、大坂で横綱に昇進した宮城山福松が有名である。
大坂相撲は、1910年（明治43年）に好成績を上げた大木戸森右エ門に対して、独自に横綱へ推挙したことから吉田司家から破門、東京相撲からも絶縁される騒動となった。大坂相撲は2年後に双方へ謝罪したことで和解、大木戸も吉田司家から正式に横綱免許が授与され、現在では公認の横綱一覧に名を残している。

### 大正時代
大正時代に入っても東京相撲との合同興行は恒例として行われたが、この時点で戦力の差は如何ともし難く、1922年（大正11年）には出身地別対抗戦などの苦肉の策も考案された。また、後述する龍神事件などのような内紛が続き、運営に侠客が関与するようにもなり、多くの関係者による廃業も相次いだことでさらに力が落ちることになった。
旧・両国国技館の落成などで東京相撲が隆盛を極めると、大坂相撲は対抗して1919年（大正8年）に新世界（スパワールド北側の階段付近）へ、両国に匹敵する規模の「大阪国技館」を建設し、東京にならって東西制の団体優勝制度や個人優勝掲額を発足させたが、もはや大坂相撲協会の内紛は収まる気配が無く、実力は低下の一途をたどった。
1923年（大正12年）には、幕内力士の半分近くが廃業する紛擾（龍神事件）が起き、幕内の欄のみを東西のない片番付で発行したこともあった。この頃に東西の合併が本格的に議論されるようになったが、大坂側が東京へ吸収される形になるのを嫌い、東京側も既得権益について譲らず、条件面での妥協点がなかなか見出せずにいた。
1925年（大正14年）、当時の皇太子（後の昭和天皇）が東京相撲を台覧、奨励金を下賜したことは大きな転機になった。下賜金から摂政宮賜杯（天皇賜杯）を作成した東京側は、大坂側に対して大きなイニシアティブを握ることになり、公式に「摂政宮賜杯を東京相撲の力士だけで独占するのは忍びない。ぜひ大坂の力士にも機会を与えたい」と大坂に告知し、東西合併を強力に推し進めた。
1925年（大正14年）に東西合同に関しての原則合意が取り交わされ、同年11月から1926年にかけて、番付を統合すべく技量審査のための東西合同の合併興行が都合3度開催され、それを参考にして1927年（昭和2年）1月の番付が編成された。また、この合同興行で不戦勝の制度が初めて試みられた。
1926年（大正15年）1月に台湾・台北で大坂相撲最後の本場所が開催された。

### 解散へ
1927年（昭和2年）、東京相撲協会と大阪相撲協会は解散し、「大日本相撲協会」が発足した。
東西合併興行での実力審査の結果次第でそれに相応しい番付に位置することとなり、関取として加入した大坂相撲の力士は幕内が僅か6名、十両も5名に留まる結果となった。大坂相撲の大関だった荒熊谷五郎は前頭9枚目、錦城山勇吉は同10枚目、若木戸鶴五郎に至っては関取の座を失う幕下3枚目に組み込まれ、荒熊と錦城山は結局三役に上がれないまま引退している。その中で若手の真鶴秀五郎はよく健闘して前頭筆頭に位置し、東京相撲でも小結から幕内上位で活躍した。また、三段目に組み込まれた磐石熊太郎はまもなく十両に昇進し、その後関脇まで昇進したことから、実力審査自体は公平であったとされている。なお、横綱・宮城山福松は、東西合併興行で11勝10敗と横綱らしからぬ成績から小結程度と判定されたが、吉田司家公認の横綱だったためにそのまま張出横綱として加入となった。
ただし、大坂相撲の関脇の真竜榮太郎は、東西合併興行には参加したものの東京加入を断念するなど、大坂相撲の解散と同時に廃業し、東京相撲に加入しなかった力士や親方も多かった。

### 大坂相撲の名残
大坂相撲はこうして幕を閉じることとなったが、現在でも時津風、三保ヶ関などの年寄名跡や、後援者を指す「タニマチ」などの隠語にその名残を残している。また、本場所のポスターに大坂相撲の錦絵が使用されたこともあった。
大関・増位山大志郎（9代三保ヶ関）の師匠が大坂相撲出身の滝ノ海調太郎で、増位山の弟子に増位山太志郎（二代、10代三保ヶ関）、北天佑勝彦（13代二十山）の2大関、そしてのちに日本相撲協会理事長となる横綱・北の湖敏満がいる。現役の関取経験者では金峰山晴樹・美ノ海義久・宇良和輝・鳰の湖真二などが、師匠の系譜をたどれば大坂相撲に遡ることができる。
大阪由来の部屋として現存している相撲部屋は出羽海一門の山響部屋・尾上部屋・木瀬部屋の3部屋で、いずれも元は三保ヶ関部屋から独立した部屋である。朝日山部屋は17代朝日山の若二瀬唯之（部屋の師匠としては7代目）まで直系の弟子で相続され、東西合同以前から存続してきた最後の部屋だったが2015年1月末に閉鎖された（2016年に再興されたが、師匠は佐渡ヶ嶽部屋出身の琴錦功宗で大坂相撲の系統ではない）。
大坂相撲の在籍経験者としては年寄は1966年死去の中村（楯甲新蔵）、行司は25代木村庄之助が最後の相撲協会員であった。
なお、時津風部屋は名跡は大坂相撲に由来するが東京相撲系の双葉山定次（12代時津風）が興した部屋で系譜上のつながりはない。双葉山が名跡を取得した際に「それは大坂相撲の評判の悪い親方の名跡だから」と諫める者があったが「年寄名跡は皆同じ」と答えたという逸話がある。

## 大坂相撲の行司
江戸時代より木村玉之助や木村槌之助、岩井正朝、吉岡一学といった行司名跡が継承され、玉之助は立行司であった。
明治期の行司の出世、平均年齢は若く20代で幕内格、30代で立行司となる例もあった。岩井家、吉岡家といった行司家が大正期まで残っていた。
東京では1910年5月より衣装が烏帽子、直垂となったが、大坂相撲の行司も大正初期には裃、袴より直垂に変更している。

## 頭取
大坂相撲では親方を頭取と称した。代々継承される頭取名跡は少なく、現役名を名乗る一代頭取も多かった。
東京相撲の世話人と異なり大坂相撲の世話人は準年寄のような地位であった。特に江戸時代までは三役以上の力士も、世話人を経て興行能力・財力などから選抜され頭取に昇格するのが一般的だった。
明治中期までは格頭取、助頭取、本役頭取、上等・中等・下等世話人などと格の違いがあったが、役割や内容については明確にわかっていない。